# Веслі Бернс
Веслі Бернс (валл. Wes Burns, англ. Wesley Burns, нар. 23 листопада 1994, Кардіфф) — валлійський футболіст, нападник англійського клубу «Іпсвіч Таун».
Виступав, зокрема, за клуби «Абердин» та «Флітвуд Таун», а також національну збірну Уельсу.

## Клубна кар'єра
Народився 23 листопада 1994 року в місті Кардіфф. Вихованець футбольної школи клубу «Бристоль Сіті». Дорослу футбольну кар'єру розпочав 2012 року в основній команді того ж клубу. 
Згодом з 2013 по 2016 рік грав у складі команд «Форест Грін Роверс», «Бристоль Сіті», «Оксфорд Юнайтед», «Челтнем Таун» та «Флітвуд Таун».
Своєю грою за останню команду привернув увагу представників тренерського штабу клубу «Абердин», до складу якого приєднався 2016 року. Відіграв за команду з Абердина наступний сезон своєї ігрової кар'єри.
У 2017 році повернувся до клубу «Флітвуд Таун». Цього разу провів у складі його команди чотири сезони. Більшість часу, проведеного у складі «Флітвуд Таун», був основним гравцем атакувальної ланки команди.
До складу клубу «Іпсвіч Таун» приєднався 2021 року. Станом на 2 червня 2022 року відіграв за команду з Іпсвіча 37 матчів у національному чемпіонаті.

## Виступи за збірні
Протягом 2013–2016 років залучався до складу молодіжної збірної Уельсу. На молодіжному рівні зіграв у 18 офіційних матчах, забив 6 голів.
У 2022 році дебютував в офіційних матчах у складі національної збірної Уельсу.